# Probarbus jullieni
Probarbus jullieni es una especie de peces de la familia de los
Cyprinidae en el orden de los Cypriniformes.

## Morfología
- Los machos pueden llegar alcanzar los 150 cm de longitud total[2] y 70 kg de peso.[3][4]

## Alimentación
Come plantas acuáticas, insectos y moluscos.

## Hábitat
Es un pez de agua dulce y de clima tropical.

## Distribución geográfica
Se encuentran en Asia:  cuencas de los ríos  Mekong, Chao Phraya y  Meklong en Indochina y Tailandia, y de los ríos Perak y Pahang en Malasia.